# Аджановка
Аджановка — хутор в Приморско-Ахтарском муниципальном округе Краснодарского края.
До 19 февраля 2024 года входил в состав Новопокровского сельского поселения

## География

### Улицы
- ул. 50 лет Октября,
- ул. Гагарина,
- ул. Комсомольская,
- ул. Кубанская,
- ул. Революционеров,
- ул. Шелковникова.

## Население
| 2002 | 2010 |
| ---- | ---- |
| 243  | ↘213 |